# 피터 모카바 스타디움
피터 모카바 스타디움(Peter Mokaba Stadium)은 남아프리카공화국 림포포 주 폴로콰네(이전 명칭 피터스버그)에 있는 축구 경기장으로, 2010년 FIFA 월드컵에 사용되었던 경기장이다. 경기장의 수용 인원은 46,000명이다. 피터 모카바 스타디움은 ANC 청소년 리그의 이전 지도자인 피터 모카바의 이름을 따라 지어졌다.

## 2010년 FIFA 월드컵
| 날짜       | 시간 (UTC+2) | 팀 #1    | 결과 | 팀 #2      | 대회 | 관중   |
| ---------- | ------------ | -------- | ---- | ---------- | ---- | ------ |
| 2010-06-13 | 13:30        | 알제리   | 0-1  | 슬로베니아 | C조  | 30,325 |
| 2010-06-17 | 20:30        | 프랑스   | 0-2  | 멕시코     | A조  | 35,370 |
| 2010-06-22 | 20:30        | 그리스   | 0-2  | 아르헨티나 | B조  | 38,891 |
| 2010-06-24 | 16:00        | 파라과이 | 0-0  | 뉴질랜드   | F조  | 34,850 |